# Ubiquitin aktivující enzym

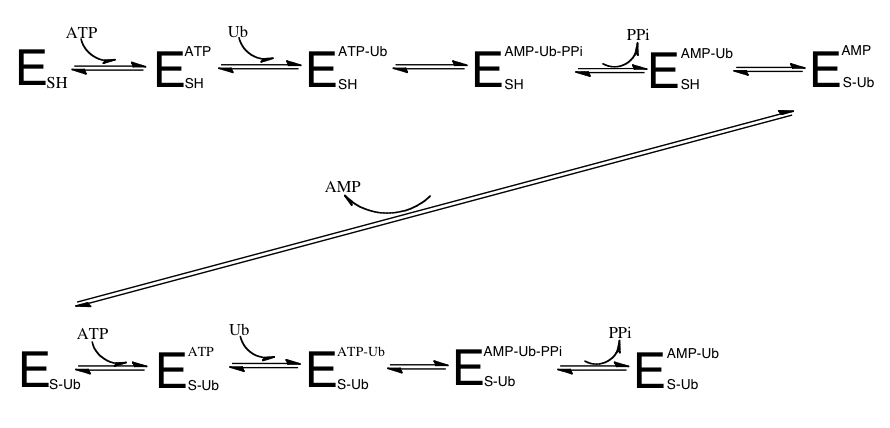
Enzymatický proces katalyzovaný E1 enzymem

Ubiquitin aktivující enzym (též E1 enzym) je obecné označení pro enzym, který katalyzuje první krok ubiquitinace proteinů. Během celého enzymatického procesu dochází v první řadě k adenylaci (navázání ATP na ubiquitin) a k následnému přenesení ubiquitinu na SH skupinu v enzymu samotném. Celý proces je poměrně komplikovaný a několikakrokový, enzym E1 může v jednu chvíli vázat dvě molekuly ubiquitinu.
Následně dochází k přenesení ubiquitinu na enzym E2 (ubiquitin konjugující enzym) a konečně k jeho přenesení na jeden z mnoha cílových proteinů (zpravidla s pomocí ubiquitin ligázy – enzym E3). Přítomnost tzv. polyubiquitinového řetězce na proteinech zpravidla signalizuje, že by daný molekula měla být degradována v proteazomu.